# Замостське братство
Замо́стське бра́тство (Замостське Миколаївське братство) — національно-релігійна громадська організація православних руських (українських) шляхтичів частини Холмщини та міщан Замостя у XVII—XVIII століттях. Існувало також Замостське Вознесенське братство.

## Історія

### Утворення
Основу утворення братства заклало перебуванні в Замості константинопольського патріарха Єремії II, яки протягом 1589 року користувався підтримкою впливового магната Яна Замойського. Після проголошення у 1596 році Берестейської церковної унії, почалася боротьба православних міста за збереження своїх прав та церкви Св. Миколая (була у фортеці). Значну підтримку цьому надав Томаш Замойський.
Зрештою у 1606 році шляхта та міщани утворили братство церкви Св. Миколая. 30 березня того ж року львівський православний єпископ Гедеон (Балабан) затвердив статут цього братства, яке відповідало братству церкви Федора Тирона у Львові. 9 грудня єпископ надав Благословенну грамоту молодшому при тій же церкви братству, названому на честь Покрови Пресвятої Богородиці. Затвердження молодшого братства для замостської мирянської організації є мало не найбільш раннім прикладом таких братств у всій Київській митрополії (перед тим поширювались братства, які, фактично, об'єднували лише дорослих членів чоловічої статі).
У 1615 році патріарх Єрусалимський Теофан III грамотою благословив братство при церкві Святителя Миколая і дав їй право ставропігії.
Замостська ставропігія була оплотом православ'я в Холмської єпархії до кінця XVII в. і перебувала в юрисдикції патріарха Константинопольського.

### Перехід в унію
Втім у 1698—1706 роках. при діяльній участі володарки Замостя, ревної католички Ганни Замойської, з усім своїм округом прийняла унію. Остаточно це відбулося до 1710 року. З цього моменту до періоду ліквідації Речі Посполитої існувало як унійне братство.